# The Root of All Evil (album)
The Root of All Evil este un album compilație al trupei suedeze de death metal melodic Arch Enemy, conținând piese reînregistrate de pe primele trei albume—Black Earth (piesele 6,8,10,11), Stigmata (piesele 2,4,13) și Burning Bridges (piesele 3,5,7,9,12). Compilația a fost lansată pe 28 septembrie 2009 la casa de discuri Century Media Records și a fost disponibilă ca CD, ediție limitată mediabook, descărcare în format digital și LP. Albumul a fost produs chiar de către trupă și mixat și masterizat de Andy Sneap.
Toate piesele de pe acest album sunt reînregistrări. Singura noutate este piesa titlu, care este și ea de fapt un remix al compoziției Demoniality.

## Tracklist
| The Root of All Evil |                                |                           |                                 |         |  |
| Nr.                  | Titlu                          | Versuri                   | Muzică                          | Lungime |  |
| 1.                   | „The Root of All Evil” (intro) |                           | Michael Amott                   | 1:06    |  |
| 2.                   | „Beast of Man”                 | Michael Amott             | Michael Amott/Christopher Amott | 3:45    |  |
| 3.                   | „The Immortal”                 | Johan Liiva/Michael Amott | Michael Amott/Christopher Amott | 3:47    |  |
| 4.                   | „Diva Satanica”                | Michael Amott             | Michael Amott/Christopher Amott | 3:48    |  |
| 5.                   | „Demonic Science”              | Michael Amott             | Michael Amott/Christopher Amott | 5:24    |  |
| 6.                   | „Bury Me an Angel”             | Michael Amott             | Michael Amott                   | 4:25    |  |
| 7.                   | „Dead Inside”                  | Michael Amott             | Michael Amott/Christopher Amott | 4:24    |  |
| 8.                   | „Dark Insanity”                | Johan Liiva               | Michael Amott/Johan Liiva       | 3:25    |  |
| 9.                   | „Pilgrim”                      | Michael Amott             | Michael Amott/Christopher Amott | 4:50    |  |
| 10.                  | „Demoniality”                  | Instrumentală             | Michael Amott                   | 1:40    |  |
| 11.                  | „Transmigration Macabre”       | Michael Amott             | Michael Amott                   | 3:33    |  |
| 12.                  | „Silverwing”                   | Michael Amott             | Michael Amott/Christopher Amott | 4:22    |  |
| 13.                  | „Bridge of Destiny”            | Michael Amott             | Michael Amott/Christopher Amott | 7:53    |  |

### Ediții limitate cu bonus track
| Ediții limitate cu bonus track |                            |                           |                                 |         |  |
| Nr.                            | Titlu                      | Versuri                   | Muzică                          | Lungime |  |
| 14.                            | „Bury Me an Angel” (Live)  | Michael Amott             | Michael Amott                   | 4:22    |  |
| 15.                            | „The Immortal” (Live)      | Johan Liiva/Michael Amott | Michael Amott/Christopher Amott | 4:34    |  |
| 16.                            | „Bridge of Destiny” (Live) | Michael Amott             | Michael Amott/Christopher Amott | 7:36    |  |

### Ediția japoneză cu bonus track
Ediția japoneză a albumului include mai sus menționatele înregistrări din concert plus încă alte două piese.
| Ediția japoneză cu bonus track |                                     |                                         |         |  |
| Nr.                            | Titlu                               | Autor(i)                                | Lungime |  |
| 17.                            | „Wings of Tomorrow” (Europe cover)  | Joey Tempest                            | 3:14    |  |
| 18.                            | „Walk in the Shadows” (Queensrÿche) | Geoff Tate/Chris DeGarmo/Michael Wilton | 3:07    |  |

## Datele lansării
- Germania / Austria / Elveția / Italia / Benelux: 25 septembrie 2009.
- Regatul Unit / Franța / Grecia / Danemarca / Norvegia / Restul Europei: 28 septembrie 2009.
- Spania / Portugalia: 29 septembrie 2009.
- Finlanda / Suedia / Ungaria / Japonia: 30 septembrie 2009.
- Statele Unite: 6 octombrie 2009.[3]

## Topuri

### Album
| Top (2009)    | Cea mai bună poziție |
| ------------- | -------------------- |
| Topul francez | 133                  |
| Topul german  | 84                   |
| Topul japonez | 21                   |

## Credite

### Membrii trupei
- Angela Gossow – voce
- Michael Amott – chitară și voce
- Christopher Amott – chitară
- Sharlee D'Angelo – bas
- Daniel Erlandsson – tobe

### Producție
- Arch Enemy – producție
- Andy Sneap – mixare și masterizare
- Daniel Erlandsson - înregistrări
- Rickard Bengtsson - înregistrări[10]
- Gustavo Sazes - copertă/ilustrații

U.S cat:18646  upc: 727701864624 - Europe cat:9979462 upc: 5051099794627 - Japan cat:YRCG-90019 upc: 4580204755389 